# Сретение Господне (Солун)
„Сретение Господне/Христово“ (на гръцки: Ιερός Ναός της Υπαπαντής του Κυρίου) е възрожденска църква в македонския град Солун, част от Солунската епархия на Вселенската патриаршия, под управлението на Църквата на Гърция.
Църквата е разположена в центъра на града, на кръстовището на улиците „Егнатия“ и „Агапинос“, срещу Арката на Галерий и храма „Света Богородица Дексия“. В същия район според патриаршески документи е бил разположен Йоиловият манастир, посветен на Света Богородица, станал в началото на XVI век метох на манастира „Света Анастасия Узорешителница“ на Халкидика. В 1531 година Йоиловият манастир е разрушен, но е възстановен от игумена на „Света Анастасия“ Теона, който е по-късно става солунски епископ.
Църквата „Сретение Господне“ е построена през 1841 г. В архитектурно отношение е типичната за периода трикорабна базилика с дървен покрив. Зидарията на източната страна и в долните части на западната и южната е декоративна с редуване на дялани камъни и тухли. В северната страна са вградени мраморни фрагменти от римски и византийски скулптури и част от надпис от 1272 година, в който се спомената византийски офицер. В интериора трите кораба са разделени от дървени стълбове. Дървената галерия, женска църква, е с формата на подкова и е не само на запад, но и частично в страничните кораби. В храма има ценни резбовани мебели от XIX век.
Царските двери с изображение на Благовещение са от XVI век, дело на майстор от Критската школа. Иконата на „Сретение Господне“ от 1888 г. е дело на галатищкия майстор Георгиос Атанасиу. В 1843 - 1844 година в храма работят представители на Кулакийската художествена школа. Димитриос Ламбу изписва Михаил Солунски (1843), изобразен с архаични дрехи, и Свети Йоан Предтеча (1844). Няколко икони от 1844 г. са на Константинос Ламбу, като характерна е иконата му на Христос Вседържител, чието лице е в традицията на Кулакийската школа, но гънките на дрехите са в атонската традиция. По-късно, през 90-те години на XIX век, в храма работи друг кулакиец - Митакос Хадзистаматис.
- „Сретение Господне“, Георги Галатищки, 1888 г.
- Входът
- Иконостасно табло
- Иконостасно табло
- Царска икона
- Детайл от иконостаса
- Детайл от иконостаса
- Детайл от иконостаса
- „Сретение Господне“ от Стефанос Пандазис, 1845 г.